# Skjold (Vindafjord)
Skjold este o localitate din comuna Vindafjord, provincia Rogaland, Norvegia, cu o suprafață de 0,93 km² și o populație de 730 locuitori (2013).